# Villasbuenas de Gata
Villasbuenas de Gata ist eine Gemeinde (municipio) mit 510 Einwohnern (Stand: 2024) im äußersten Nordwesten der Provinz Cáceres in der Autonomen Region Extremadura im Westen Spaniens. 

## Lage
Villasbuenas de Gata liegt etwa 100 Kilometer (Fahrtstrecke) nordnordwestlich der Provinzhauptstadt Cáceres in einer Höhe von ca. 430 m nahe der Grenze zu Portugal. Der Rivera de Gata wird hier aufgestaut. Das Klima ist gemäßigt bis warm; Regen (804 mm/Jahr) fällt hauptsächlich im Winterhalbjahr.

## Bevölkerungsentwicklung
| Jahr      | 1970 | 1981 | 1991 | 2001 | 2011 | 2021 |
| Einwohner | 801  | 673  | 533  | 509  | 443  | 406  |

Der deutliche Bevölkerungsrückgang seit den 1950er Jahren ist im Wesentlichen auf die Mechanisierung der Landwirtschaft sowie die Aufgabe bäuerlicher Kleinbetriebe („Höfesterben“) und den damit einhergehenden Verlust von Arbeitsplätzen zurückzuführen.

## Sehenswürdigkeiten
- Marienkirche (Iglesia de la Consolación)
- Baños de la Cochina, kurative Bäder

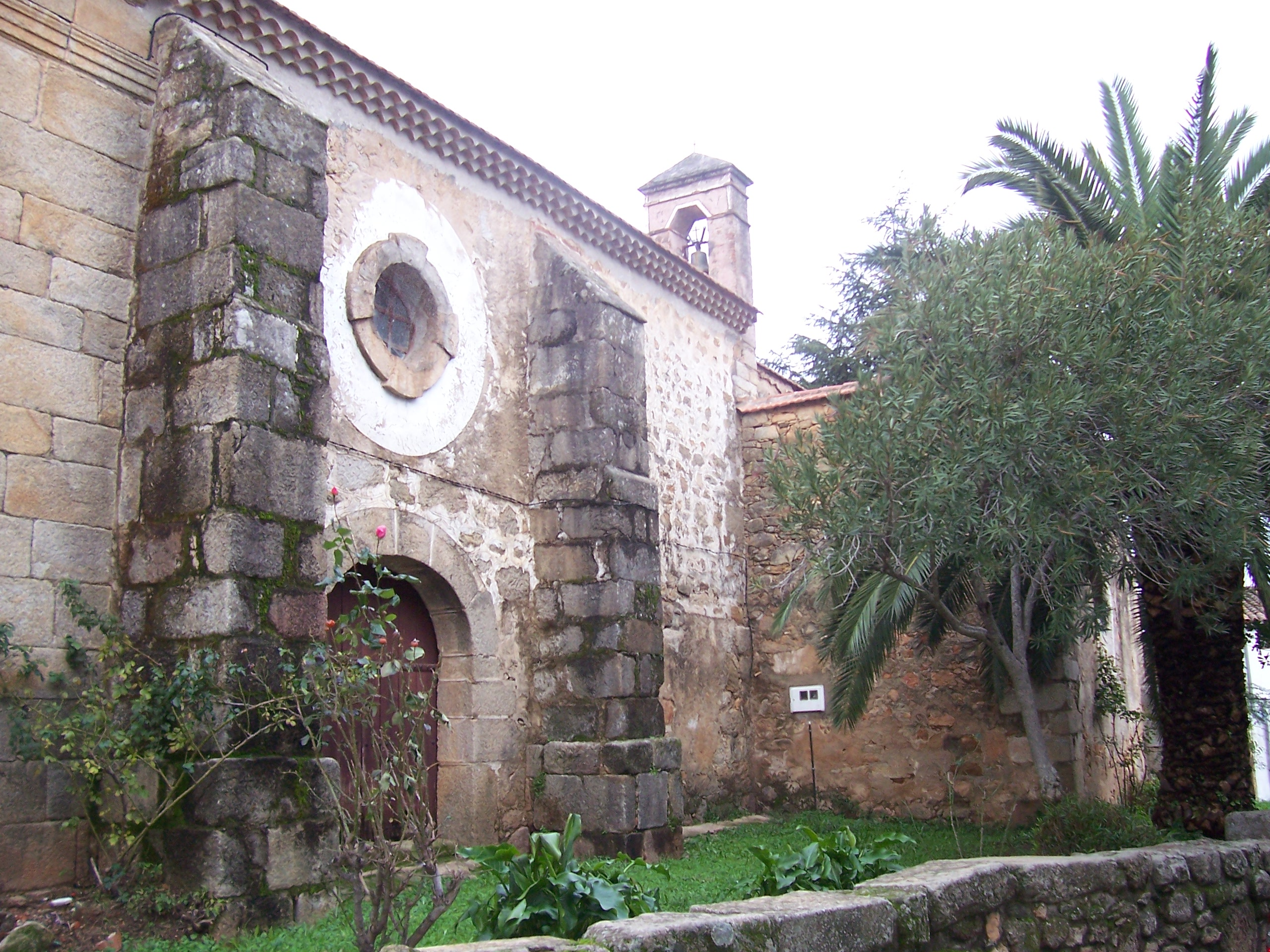
Marienkirche